# Pablo Guerrero Martínez
Pablo Guerrero Martínez (3 novembre 1967) è un avvocato e politico ecuadoriano.
Dopo una laurea in Scienze pubbliche e sociali, ha ottenuto una laurea in giurisprudenza e avvocatura dei tribunali della Repubblica. Ora è un avvocato, giornalista, attivista e difensore della libertà di espressione nel suo Paese. Egli è conosciuto per la sua candidatura con Concentración de Fuerzas Populares nelle elezioni presidenziali del 2009 e a causa dei suoi problemi con il mandato di Rafael Correa dopo la crisi del 2010 in Ecuador, conosciuta come 30 S. Attualmente, è uno dei numerosi dissidenti che ha ricevuto asilo in Repubblica Ceca; insieme a lui, anche il fratello José Luis Guerrero Martinez. 

## Il caso Guerrero Martínez
Il 30 settembre 2010 l'Ecuador ha vissuto una crisi istituzionale, preceduta dalla promulgazione di una nuova legge per il settore pubblico. 
L'Ecuador, dal 2007, anno in cui è stato eletto Rafael Correa, ha modificato la propria costituzione con una svolta verso le politiche di Castro e Chávez, sotto l'intestazione del "Siglo XXI socialismo": in tale contesto, lo Stato di diritto è stato sostituito dalla legge socialista dei diritti, che rifiuta l'indipendenza dei poteri o funzioni e concentra questi nella carica del presidente. Uno degli obiettivi del regime è stato quello di tagliare la libertà di espressione e di opinione e ciò ha portato alla crisi del 30 settembre.
Pablo Guerrero Martínez, quando si verificarono questi eventi, teneva da quasi un anno un programma televisivo chiamato Ubícate, in onda ogni sera su Telesucesos. si è per questo recato alla sede della polizia per informarsi sui fatti. Mentre il presidente Rafael Correa era in ospedale, dove stava ricevendo un primo soccorso a causa dell'uso dei fumogeni durante la manifestazione, il dottor Guerrero era stato invitato ad avere un'intervista, mai andata in onda, in cui denunciò la malinformazione che stava avvenendo tramite la rete televisiva nazionale, in quanto il presidente non era stato rapito . Il giorno dopo questi eventi , un'indagine preliminare con l'accusa di terrorismo fu iniziata contro il dottor Pablo Martinez e altre 12 persone, che sono ancora in un processo penale con l'accusa di sabotaggio e terrorismo . Essi divennero noti con il nome "Los Trece"(Los Trece). 
L'Avv. Guerrero riuscì a fuggire in Europa, dove richiese poi asilo politico in Repubblica Ceca, stato che poi glielo concesse. 
Il governo ceco ha detto testualmente:
L'autorità amministrativa , dopo aver raccolto ed esaminato tutto il materiale che ha costituito la base per la decisione adottata nel quadro del presente procedimento amministrativo , ha concluso che il procedimento penale in corso nei confronti del ricorrente e di altre dodici persone a casa ha evidenti segni di persecuzione politica e una morte imminente non riflette la gravità della colpa. Ciò che è chiaro anche da quanto precede è che il richiedente la protezione internazionale è stato molto attivo politicamente ed era un personaggio noto al pubblico, in opposizione con l'attuale presidente. Tenendo conto delle informazioni raccolte dall'autorità amministrativa, egli è diventato il bersaglio di un'azione penale dovuta alle loro attività politiche, cosa confermata dall'opinione di sopra del Ministero degli Affari Esteri della Repubblica Ceca, che indica nel suo rapporto che in base alle informazioni disponibili, il governo e il presidente influenzano le decisioni dei tribunali ecuadoriani. Le vittime di questi procedimenti giudiziari sono giornalisti, professori e intellettuali
Pablo Guerrero attualmente vive a Praga dove si mantiene attivo nelle sedi accademiche e come avvocato per i diritti umani.